# Machzikei ha-Dat
Machzikei ha-Dat („Umacniający Wiarę”, „Podpora Zakonu”) – polityczna organizacja żydowska.

## Opis
Stowarzyszenie Machzikei ha-Dat powstało na zjeździe rabinów we Lwowie 13 marca 1879 roku w kręgu ortodoksyjnych Żydów galicyjskich, z inicjatywy rabina krakowskiego Szymona Schreibera i cadyka bełskiego Joszuy Rokeacha. Była to pierwsza taka organizacja w Europie Wschodniej.
Ważnymi działaczami byli również rabini Jakob Orenstein ze Lwowa i Salomon Kluger z Brodów. Przewodniczącym stowarzyszenia we Lwowie był rabin Jakob Orenstein, a jego zastępcą Samuel Margoszes.  Machzikei ha-Dat występował przeciwko rządowym reformom gminy żydowskiej. Sprzeciwiał się postulatom Żydów opowiadających się za asymilacją (stowarzyszenie „Dorsze Szulom”), które również pojawiły się na zjeździe we Lwowie i dotyczyły m.in. wprowadzenia języka polskiego do szkół i synagog oraz reformy szkoły rabinackiej. Byli przeciwni otwarciu na zmiany i nawoływali do całkowitego podporządkowania się tradycji talmudycznej i prądom wypływającym z chasydyzmu. Stanowisko ortodoksyjnych Żydów z Machzikei ha-Dat przekładało się na nastroje polityczne wśród ludności żydowskiej w Galicji. Religijna argumentacja łatwo trafiała do społeczności galicyjskich sztetli. Pierwszym etapem działalności było zgłoszenie czterech kandydatów w wyborach do wiedeńskiej Rady Państwa w 1879 roku. Schreiber został wybrany we wschodniogalicyjskim okręgu Śniatyń-Kołomyja-Buczacz, w parlamencie wszedł w skład Koła Polskiego. Kolejnym etapem była próba wymuszenia na władzach centralnych i krajowych wprowadzenia wzorcowego statutu gminnego, oddającego miejscowemu rabinowi gros władzy w gminie wyznaniowej. Projekt statutu został ogłoszony w 1882, na ogólnoaustriackim zjeździe rabinów, obradującym we Lwowie. 
Lwowski komitet wyborczy Machzikei Ha-Dat wskazywał w okólniku zasady głosowania: „1) Wzbrania się głosować na Żyda, który jest doktorem, lekarzem, adwokatem, urzędnikiem; 2) Jeżeli jest dwóch kandydatów, z tych jeden chrześcijanin, a drugi Żyd, ale doktór lub postępowiec czyli ucywilizowany − należy głosować za chrześcijaninem; 3) „Machzikei ha-Dat” zaleca trzech kandydatów, którzy mają być wybrani tam, gdzie Żydzi są w większości, a mianowicie: a) rabina krakowskiego, b) rabina starowierców we Lwowie, c) rabina przemyskiego”. 
W 1882 roku 320 galicyjskich rabinów obłożyło działaczy asymilatorskich i postępowych klątwą (cherem), a w 1883 roku, podczas wyborów do Sejmu Krajowego, chasydzi zabronili oddawać głosy – również pod groźbą klątwy − na kandydata stowarzyszenia Agudas Achim w Brodach, dr. Filipa Zuckra. Od 1880 roku organem prasowym stowarzyszenia było „Machzikei Hadas. Zeitung für das Wahre Orthodoxische Judentum”. Organizacja była jedną z pierwszych politycznych sił jednoczących ortodoksyjnych Żydów w Europie. 
Nagła śmierć Schreibera w 1883 roku wywołała głęboki kryzys w działalności stowarzyszenia. W 1908 roku próbowano odnowić działalność, ale z niewielkim efektem. Od 1900 roku w Cesarstwie Rosyjskim i w Królestwie Polskim powstały organizacje pod tą samą nazwą, a w 1907–1908 działało tam ugrupowanie ortodoksyjne pod nazwą Kneset Israel, nawiązujące do tradycji Machzikei ha-Dat.
W 1931 roku Aharon Rokeach, cadyk bełski utworzył nową partię pod nazwą Machzikei ha-Dat. Sprzeciwiała się postulatom Agudy, a szczególnie wobec zajmowanej dominującej roli w niej przez cadyka Abrahama Mordechaja Altera z Góry Kalwarii. Ugrupowanie wydawało w języku hebrajskim Kol Machzike ha-Dat (Głos Umacniających Wiarę). 
Stowarzyszenia pod tą samą nazwą istniały także w innych krajach, np. powstałe na Węgrzech w 1910, zmierzające do umocnienia wpływów ortodoksji, m.in. poprzez kształcenie młodzieży.